# Sarah Webb
Pour les articles homonymes, voir Webb.
Sarah Webb, né le 13 janvier 1977 à Ashford, est une navigatrice britannique.
Elle a gagné deux médailles d'or en catégories Yngling aux Jeux olympiques.

## Carrière
Sarah Webb remporte la médaille d'or en classe Yngling aux Olympiques de 2004, avec Shirley Robertson et Sarah Ayton. Quatre ans plus tard, elle remporte une nouvelle médaille d'or en classe Yngling aux JO 2008 avec Sarah Ayton et Pippa Wilson. 